# Bénie Traoré
Bénie Adama Traoré (Ouragahio, 30 novembre 2002) è un calciatore ivoriano, attaccante del Basilea.

## Carriera

### Club

#### Häcken
Cresciuto nel settore giovanile dell'ASEC Mimosas, il 30 dicembre 2020 approda in Europa firmando un quadriennale con l'Häcken; debutta in prima squadra il 21 febbraio in occasione dell'incontro di Svenska Cupen vinto 2-0 contro il Dalkurd. Nel suo primo campionato svedese realizza 3 reti in 27 partite.
Nel precampionato della stagione 2022, il 6 marzo durante la trasferta di Coppa di Svezia contro l'Hammarby, ha riportato una frattura a una gamba con tempi di recupero stimati da sei a otto mesi, non riuscendo a collezionare neppure una presenza in un'Allsvenskan 2022 che vede l'Häcken diventare campione di Svezia per la prima volta nella storia.
Un avolta ristabilitosi, Traoré comincia l'Allsvenskan 2023 issandosi in vetta alla classifica marcatori con 12 reti all'attivo in 14 presenze, fino a quando non viene ceduto intorno a metà campionato, il quale in Svezia inizia ad aprile.

#### Sheffield Utd e prestito al Nantes
Il 18 luglio 2023 viene acquistato dallo Sheffield Utd. Le cifre relative alla sua cessione, non svelate ufficialmente dai club ma quantificate dai media britannici in 3,9 milioni di sterline più bonus, rappresentano la cessione più remunerativa di sempre per l'Häcken.
Il debutto in Premier League con i rossoneri avviene il successivo 12 agosto nella sconfitta di misura per 0-1 contro il Crystal Palace.
Trovato poco spazio in Inghilterra, il 4 gennaio 2024 viene ceduto in prestito con diritto di riscatto ai francesi del Nantes. Il giorno dopo debutta con i canarini nella vittoria per 1-4 ai danni del Pau, valida per i trentaduesimi di finale di Coppa di Francia.
Il successivo 14 gennaio debutta anche in Ligue 1 con in maglia gialloverde nella sconfitta casalinga per 1-2 contro il Clermont Foot: nell'occasione, prima serve l'assist a Florent Mollet per segnare l'unica rete dei canarini della gara e poi si fa espellere per un pestone ai danni di un avversario.

#### Basilea
Il 22 luglio 2024 viene acquistato dal Basilea.

### Nazionale
Ha giocato nella nazionale ivoriana Under-23.
Nel 2024 ha esordito nella nazionale maggiore ivoriana.

## Statistiche

### Presenze e reti nei club
Statistiche aggiornate al 5 febbraio 2025.
| Stagione        | Squadra         | Campionato      | Campionato | Campionato | Coppe nazionali | Coppe nazionali | Coppe nazionali | Coppe continentali | Coppe continentali | Coppe continentali | Altre coppe | Altre coppe | Altre coppe | Totale | Totale | Totale |
| Stagione        | Squadra         | Comp            | Pres       | Reti       | Comp            | Pres            | Reti            | Comp               | Pres               | Reti               | Comp        | Pres        | Reti        | Pres   | Reti   |        |
| --------------- | --------------- | --------------- | ---------- | ---------- | --------------- | --------------- | --------------- | ------------------ | ------------------ | ------------------ | ----------- | ----------- | ----------- | ------ | ------ | ------ |
| 2021            | Häcken          | A               | 27         | 3          | CS              | 6               | 2               | -                  | -                  | -                  | -           | -           | -           | 33     | 5      |        |
| 2022            | Häcken          | A               | 0          | 0          | CS              | 3               | 4               | UECL               | 1                  | 0                  | -           | -           | -           | 4      | 4      |        |
| 2023            | Häcken          | A               | 14         | 12         | CS              | 6               | 3               | -                  | -                  | -                  | -           | -           | -           | 20     | 15     |        |
| Totale Häcken   | Totale Häcken   | Totale Häcken   | 41         | 15         |                 | 15              | 9               |                    | 1                  | 0                  |             | -           | -           | 57     | 24     |        |
| 2023-gen. 2024  | Sheffield Utd   | PL              | 8          | 0          | FACup+CdL       | 0+1             | 0               | -                  | -                  | -                  | -           | -           | -           | 9      | 0      |        |
| gen.-giu. 2024  | Nantes          | L1              | 14         | 0          | CF              | 1               | 0               | -                  | -                  | -                  | -           | -           | -           | 15     | 0      |        |
| 2024-2025       | Basilea         | SL              | 19         | 6          | CS              | 2               | 0               | -                  | -                  | -                  | -           | -           | -           | 21     | 6      |        |
| Totale carriera | Totale carriera | Totale carriera | 82         | 21         |                 | 19              | 9               |                    | 1                  | 0                  |             | -           | -           | 102    | 30     |        |

### Cronologia presenze e reti in nazionale
| Cronologia completa delle presenze e delle reti in nazionale ― Costa d'Avorio | Cronologia completa delle presenze e delle reti in nazionale ― Costa d'Avorio | Cronologia completa delle presenze e delle reti in nazionale ― Costa d'Avorio | Cronologia completa delle presenze e delle reti in nazionale ― Costa d'Avorio | Cronologia completa delle presenze e delle reti in nazionale ― Costa d'Avorio | Cronologia completa delle presenze e delle reti in nazionale ― Costa d'Avorio | Cronologia completa delle presenze e delle reti in nazionale ― Costa d'Avorio | Cronologia completa delle presenze e delle reti in nazionale ― Costa d'Avorio |
| Data                                                                          | Città                                                                         | In casa                                                                       | Risultato                                                                     | Ospiti                                                                        | Competizione                                                                  | Reti                                                                          | Note                                                                          |
| ----------------------------------------------------------------------------- | ----------------------------------------------------------------------------- | ----------------------------------------------------------------------------- | ----------------------------------------------------------------------------- | ----------------------------------------------------------------------------- | ----------------------------------------------------------------------------- | ----------------------------------------------------------------------------- | ----------------------------------------------------------------------------- |
| 6-9-2024                                                                      | Bouaké                                                                        | Costa d'Avorio                                                                | 0 – 0                                                                         | Zambia                                                                        | Qual. Coppa d'Africa 2025                                                     | -                                                                             | 71’                                                                           |
| 10-9-2024                                                                     | Yaoundé                                                                       | Ciad                                                                          | 0 – 2                                                                         | Costa d'Avorio                                                                | Qual. Coppa d'Africa 2025                                                     | -                                                                             | 61’                                                                           |
| 11-10-2024                                                                    | San-Pédro                                                                     | Costa d'Avorio                                                                | 4 – 1                                                                         | Sierra Leone                                                                  | Qual. Coppa d'Africa 2025                                                     | 1                                                                             | 65’ 83’                                                                       |
| 15-10-2024                                                                    | Monrovia                                                                      | Sierra Leone                                                                  | 1 – 0                                                                         | Costa d'Avorio                                                                | Qual. Coppa d'Africa 2025                                                     | -                                                                             | 69’                                                                           |
| 19-11-2024                                                                    | Abidjan                                                                       | Costa d'Avorio                                                                | 4 – 0                                                                         | Ciad                                                                          | Qual. Coppa d'Africa 2025                                                     | -                                                                             | 72’                                                                           |
| Totale                                                                        |                                                                               | Presenze                                                                      | 5                                                                             |                                                                               | Reti                                                                          | 1                                                                             |                                                                               |

## Palmarès

### Club

#### Competizioni nazionali
- Campionato svedese: 1

Häcken: 2022
- Coppa di Svezia: 1

Häcken: 2022-2023
- Campionato svizzero: 1

Basilea: 2024-2025
- Coppa Svizzera: 1

Basilea: 2024-2025